# Axel Petersen
Pour les articles homonymes, voir Petersen.
Axel Karl Petersen, né le 10 décembre 1887 à Copenhague et mort le 20 décembre 1968 dans la même ville, est un footballeur international danois. Il évoluait au poste d'attaquant.

## Biographie

### En club
Axel Petersen est joueur du BK Frem de 1905 à 1916,.

### En équipe nationale
International danois, Axel Petersen dispute deux matchs en sélection.
Le 21 octobre 1911, il joue contre l'Angleterre lors d'une défaite 0-3 en amical,.
Lors d'un match des Jeux olympiques de 1912 il dispute une rencontre contre la Norvège (victoire 7-0). L'équipe du Danemark est médaillée d'argent à l'issue de la compétition,.

## Palmarès

### En sélection
Danemark
- Jeux olympiques :
  -  Argent : 1912.